# NGC 6894
NGC 6894 је планетарна маглина у сазвежђу Лабуд која се налази на NGC листи објеката дубоког неба.
Деклинација објекта је + 30° 33' 57" а ректасцензија 20h 16m 24,0s. Привидна величина (магнитуда) објекта NGC 6894 износи 12,3 а фотографска магнитуда 14,4. NGC 6894 је још познат и под ознакама PK 69-2.1, CS=15.8.